# الشافعي (أسلم)

تعديل مصدري - تعديل

الشافعي هي إحدى قرى عزلة أسلم اليمن بمديرية أسلم التابعة لمحافظة حجة، بلغ تعداد سكانها 105 نسمة حسب تعداد اليمن لعام 2004.